# جيري تورنر (لاعب كرة قاعدة)
جيري تورنر (بالإنجليزية: Jerry Turner)‏ هو لاعب كرة قاعدة أمريكي، ولد في 17 يناير 1954 في تيكساركانا في الولايات المتحدة.

## وصلات خارجية
- جيري تورنر على موقعبيزبول رفرنس.كوم (الدوري الرئيسي) (الإنجليزية)
- جيري تورنر على موقع مشجعي الرسوم البيانية (الإنجليزية)